# فرودگاه محلی وادی الدواسر
فرودگاه محلی وادی الدواسر  (به انگلیسی: Wadi al-Dawasir Domestic Airport)  یک فرودگاه همگانی  با کد یاتا WAE است که یک باند فرود آسفالت دارد و طول باند آن ۳۰۵۰ متر است. این فرودگاه در  کشور عربستان سعودی قرار دارد و در ارتفاع ۶۲۸ متری از سطح دریا واقع شده است.

## شرکت‌های هواپیمایی و مقصدهای پروازی
شرکت هواپیماییs offering scheduled passenger service:
| شرکت‌های هواپیمایی | مقصدهای پروازی          |
| ----------------- | ----------------------- |
| هواپیمایی سعودی   | ملک عبدالعزیز، ملک خالد |
| فلای‌ناس           | منطقه‌ای ابها، ملک خالد  |